# Зоран Крушвар
Зоран Крушвар (хорв. Zoran Krušvar; нар. 9 квітня 1977, Рієка) — хорватський письменник і журналіст.

## Життєпис

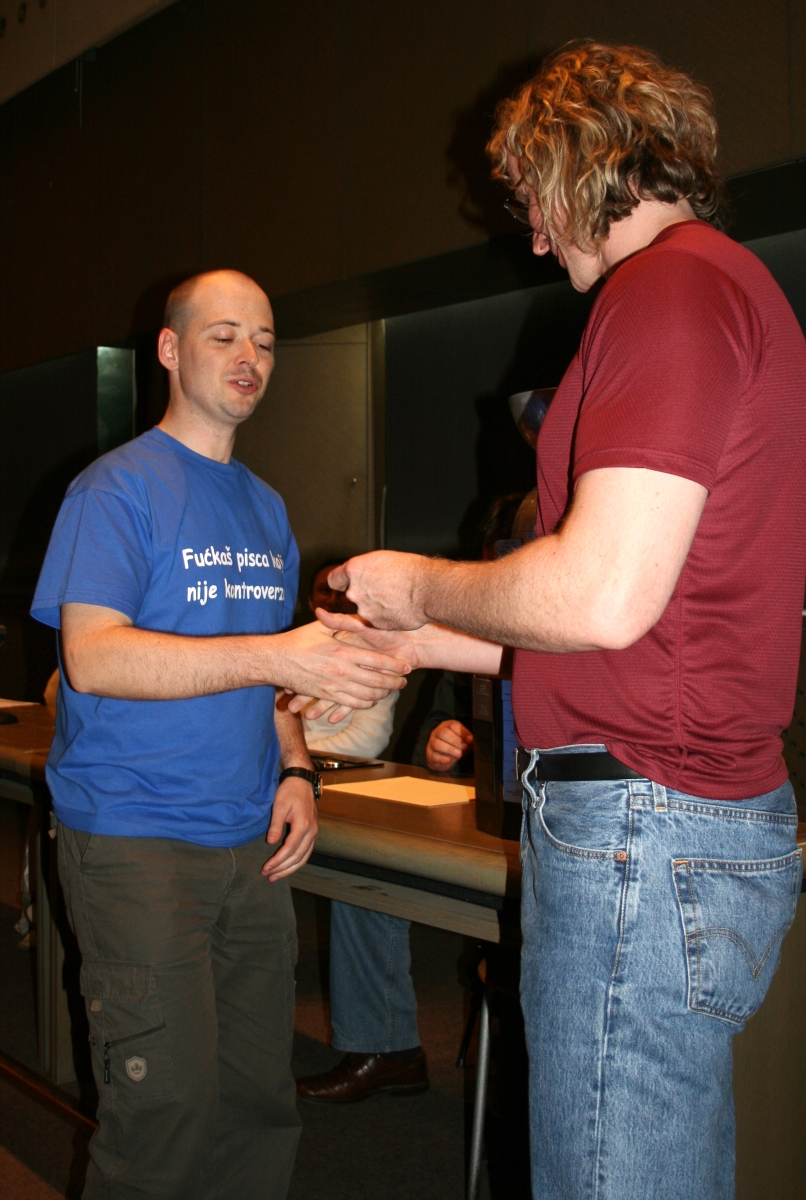
Річард Скотт Беккер вручає Зорану Крушвару премію «СФЕРА» у 2009 році на хорватському конвенті наукової фантастики SFeraKon

Народився 9 квітня 1977 року в Рієці. В університеті рідного міста вивчився на психолога. Також у Рієці навчався в аспірантурі за спеціалізацією «маркетинг, менеджмент».
З 2010 року працював журналістом порталу www.mojarijeka.hr, висвітлюючи теми культури. Співпрацює з Рієцькою міською бібліотекою з питань підтримання зв'язків із громадськістю та як організатор і керівник культурних проєктів.

## Літературна праця
Під кінець навчання вперше публікує свої літературні твори в студентському часописі «Ре». Після цього друкується в різних ЗМІ, а 2004 року видає збірку оповідань «Найкращі у світі» (хорв. Najbolji na svijetu).
2006 року його оповідка «Хто з дияволом гарбузи садить…» (хорв. Tko s Đavolom tikve sadi...) увійшла в антологію хорватської науково-фантастичної повісті 1976—2006 років Ad Astra.
2007 року вийшов роман «Виконавці замислу Господнього» (хорв. Izvršitelji nauma Gospodnjeg), за яким з'явився мультимедійний проєкт. Художній твір і проєкт відразу стали унікальними зразками в хорватській літературі, спонукаючи цілу низку читачів створювати власні художні, літературні, музичні та відеотвори, які спиралися на зміст роману. Група любителів із Марибора ще й поставила двадцятихвилинну виставу, запис якої (з хорватськими субтитрами) можна переглянути на офіційному сайті роману.
2008 року з'явився друком суперечливий дитячий роман «Плюшеві звірі» (хорв. Zvijeri plišane), який привернув неабияку суспільну увагу, викликаючи реакцію громадських діячів і відомих хорватських політиків. Суперечливість зумовило привнесення в дитячу літературу тем гомосексуальності і трансгендерності.
2010 року Крушвар видав експериментальний роман «Камов повертається додому» (хорв. Kamov se vraća kući).
2011 року вийшов друком освітньо-виховний роман для дітей «Започаткуй що-небудь» (хорв. Poduzmi nešto), який замовило міське управління підприємництва Рієки. Також того року побачила світ його збірка оповідань «Закохані привиди» (хорв. Zaljubljeni duhovi).
Його твори перекладено румунською, польською та французькою мовами.
З 2008 року у співпраці з Рієцькою міською бібліотекою та молодіжною асоціацією Akcija організовує та веде літературну майстерню для дітей та молоді Laboratorij fantastike. У рамках цього проєкту впорядкував дві збірки оповідань слухачів цієї майстерні.
Він також упорядкував збірку оповідань різних авторів «Нове вбрання Камова», присвячену Янку Поличу Камову.
Крушвар — член Хорватського товариства письменників і Рієцького відділення Товариства хорватських літераторів.

## Нагороди та визнання

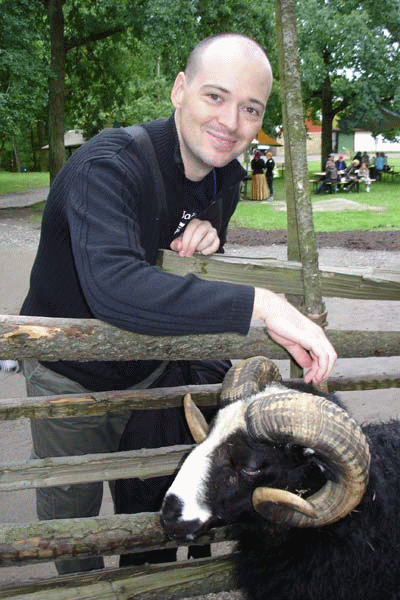
Зоран Крушвар 2008 року

Крушвар здобув кілька нагород і відзнак, у тому числі чотири премії «СФЕРА» та одну премію Artefact.
Роман «Виконавці замислу Господнього» посів перше місце в конкурсі вітчизняних та іноземних видань у списку 10 найкращих фентезійних/науково-фантастичних книжок, виданих у Хорватії 2007 року, за версією порталу Fantasy Croatia.